# Achet
Achet (en wallon Achèt) est une section de la commune belge de Hamois située en Région wallonne dans la province de Namur.
C'était une commune à part entière avant la fusion des communes de 1977.

## Étymologie
1315 Aschin
Bois de frênes (germanique *askîna).

## Géographie
Achet est situé dans le Condroz, le long du Bocq. L'entité se compose aussi de Monin, Chéricoux, Bois Saint-Paul et Jaumont.

## Évolution démographique
- Source: DGS, 1831 à 1970=recensements population, 1976= habitants au 31 décembre

## Histoire
Dépendance de la mairie de Ciney sous l'Ancien Régime, Achet fusionne avec Hamois sous le régime français par décret du 22 thermidor an XII - 10 août 1804 (département de Sambre-et-Meuse).
Cette fusion se passe mal : tout au long du XIXe siècle, les tensions sont nombreuses entre Achet et Hamois : contentieux patrimonial dès le début du siècle, religieux à partir des années 1870 et l'érection d'une succursale qui motive la sécession des paroissiens de plusieurs hameaux et scolaire quand, après 1875, la carte scolaire est modifiée en fonction de la géographie ecclésiastique.
C'est donc très logiquement à la demande des habitants d’Achet qu'elle sera de nouveau érigée en commune autonome par une loi publiée au M.B. le 11 mai 1898 ; elle jouira de la personnalité juridique à dater du 1er janvier 1899 et jusqu'à la fusion des communes des années 1970.  Sa population évoluera peu entre 1910 et 1930, passant de 508 habitants à 472. L'éclairage public date de 1929.
Durant le XIXe siècle, la vie associative locale était très riche et la kermesse faisait la réputation du village. Il existait une société de musique (l'Union chorale) et un club sportif autour du jeu de balle et ses « Garibaldiens ».
Dès les années 1920, Achet se distingue par sa fibre sociale et sa « Société des Secours Mutuels » qui vient en aide à ceux qui ont perdu leur emploi, qu'ils habitent Achet mais aussi Hamois et Emptinne.
Les fours à chaux, largement dépendants à la fin du XIXe siècle de la gare de Hamois, assurent une activité économique importante. Durant la première guerre mondiale, en 1917, Achet accueille des réfugiés civils venus de France, plus précisément d'Avion (80), Méricourt (160) et Rouvroy, 3 (Pas-de-Calais) et d'Anizy-le-Château, 2 (Aisne).

## Vie associative

### Loisirs
Jeunesse d'Achet

## Personnalités
- Jules Rouard (1926-2008), résistant et photographe, né à Achet.